# Quai Gallieni
Le quai Gallieni est une voie de circulation se trouvant à Suresnes. Longeant la Seine, il suit le parcours de la route départementale 7.

## Origine du nom et situation

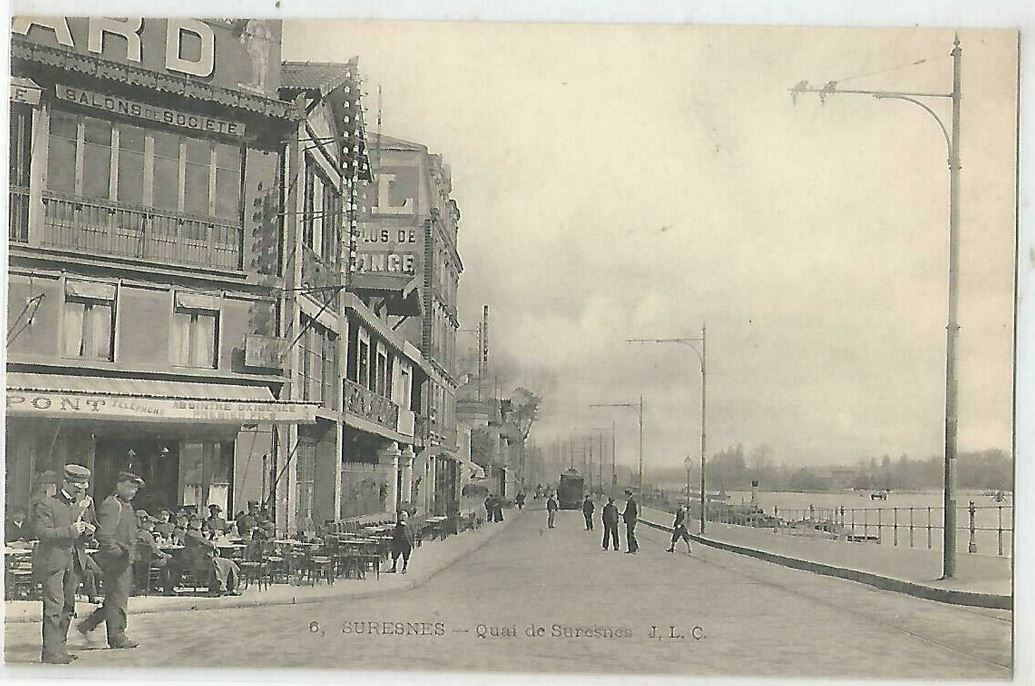
Le quai Gallieni, appelé jadis quai de Suresnes, vu du pont sur une carte postale ancienne.

Cette voie se trouve dans le bas de Suresnes, près du quartier historique, également centre-ville. D'un côté se trouve l'espace urbanisé de la commune, de l'autre la Seine. Des quais bas accessibles par des escaliers piétons permettent de s'approcher du fleuve.
Le pont de Suresnes, où débute par ailleurs le boulevard Henri-Sellier (ancien boulevard de Versailles), passe au-dessus du quai. Une bretelle permet de rejoindre le boulevard, qui donne accès au bois de Boulogne et plus généralement à Paris.
Historiquement, le quai de Suresnes (puis du Général-Gallieni, puis Gallieni) se poursuivait au sud du pont de Suresnes, jusqu'à la limite avec Saint-Cloud, rue du Val-d'Or (actuelle rue Louis-Blériot). Cette partie sud a depuis été scindée en deux segments qui ont été renommés : le quai Léon-Blum, du pont au croisement avec la rue Frédéric-Clavel ; le quai Marcel-Dassault, du croisement avec la rue Frédéric-Clavel à celui avec la rue Louis-Blériot.
Le quai Gallieni est doté de pistes cyclables.

## Origine du nom

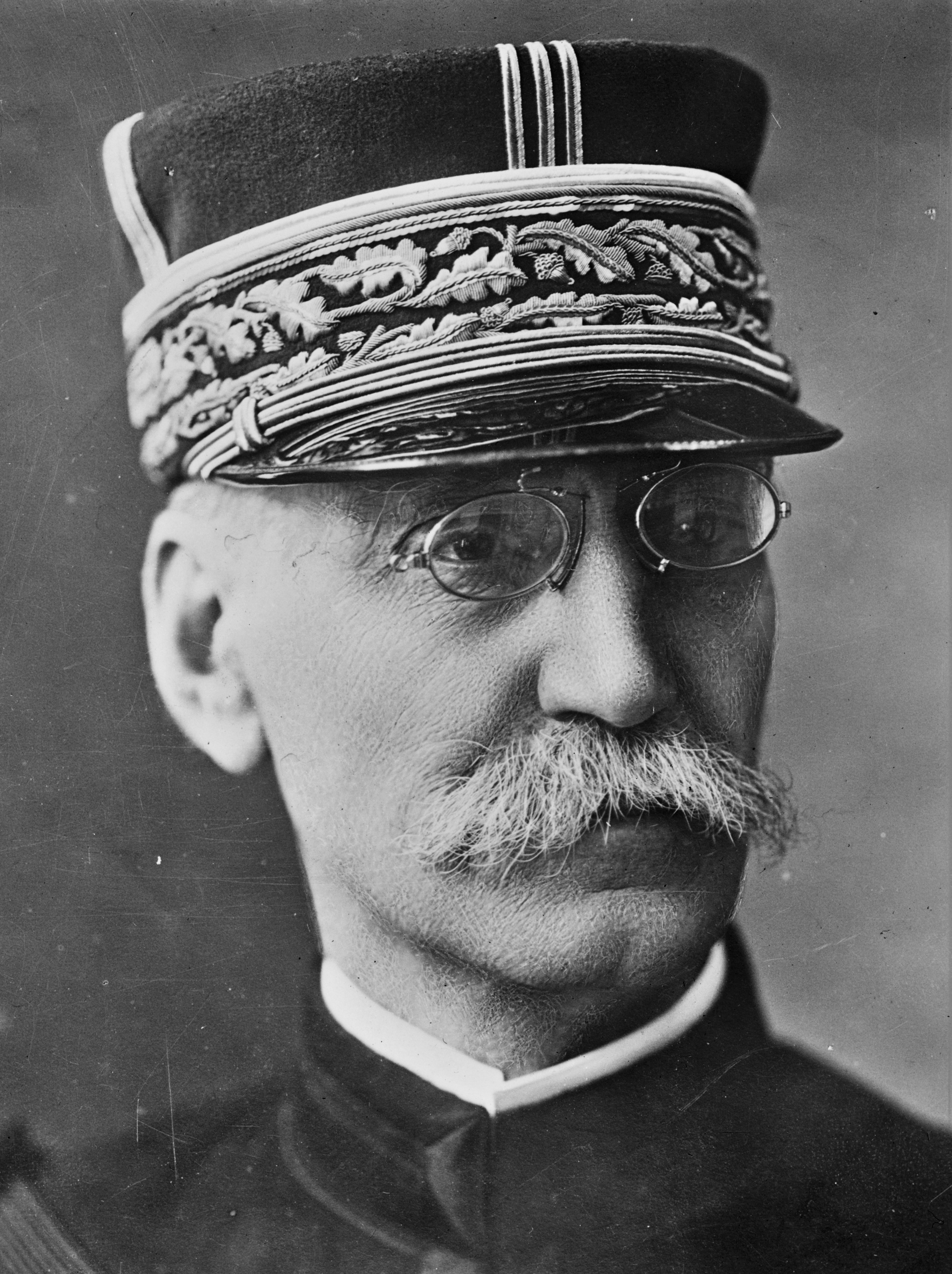
Joseph Gallieni.

Le quai rend hommage à Joseph Gallieni (1849-1916), militaire et administrateur colonial français.

## Historique

### De nombreux changements de nom
Le quai a reçu successivement les noms de « quai Bourbon » en 1820, « quai Royal » en 1846, « quai Impérial » en 1855 et « quai de Suresnes » en 1873, avant d'être renommé « quai du Général-Gallieni » en 1916 (« quai Gallieni » de nos jours),.
Le changement du nom en « quai Bourbon » a lieu au début de la Restauration monarchiste, qui voit une voie proche prendre au même moment le nom de place Henri-IV. De même, la dénomination de « quai Royal » a lieu lors de la monarchie de Juillet, alors que les Bourbons ont été chassés du pouvoir, « quai Impérial » pendant le Second Empire, le plus sobre « quai de Suresnes » étant choisi au début de la Troisième République, et enfin quai Gallieni en pleine Première Guerre mondiale, à laquelle le militaire participe avant de mourir de maladie en 1916. La même année, la rue de Neuilly est renommée rue de Verdun, en hommage à la bataille homonyme.
En 1861, quatre bureaux d'octroi sont installés à Suresnes, dont l'un sur le quai, mixte avec la commune de Saint-Cloud. À cause des encombrements, ils disparaissent en 1943.

### Château Rothschild
En 1826, le banquier Salomon Mayer von Rothschild achète une propriété à Suresnes, sur un domaine longeant le quai. Vendu sous la Révolution, le terrain avait été acquis par le comte de Lagarde, qui y avait fait construire un château. Salomon de Rothschild y ajoute une ferme modèle, une serre exotique et des animaux rares, grâce aux aménagements réalisés par l'architecte Joseph-Antoine Froelicher entre 1832 et 1841. Mais le château est brûlé lors de la révolution de 1848 par des émeutiers enivrés qui venaient de voler des armes à la forteresse du Mont-Valérien. Les bêtes sont tuées, les serres dévastées, les meubles et les tableaux détruits. Ils mettent ensuite le feu au château. La Garde nationale n'intervient que le lendemain, empêchant de nouveaux dommages. 22 pillards sont arrêtés puis lourdement condamnés. Salomon de Rothschild attaque la commune en justice, l'estimant responsable mais il perd son procès. Son frère James envisage un temps de reconstruire le château mais se ravise et les ruines sont démolies ; il transfère les végétaux rares subsistant dans sa propriété de Boulogne. Jusqu'à la fin du XIXe siècle, le parc abandonné devient un terrain vague, où s'aventurent les enfants du quartier pour jouer. Avec la Révolution industrielle, le terrain est loti et remplacé par des usines. La municipalité de Suresnes a toutefois rendu hommage à Salomon de Rothschild en donnant son nom à une rue située sur le pourtour ouest de son ancien domaine,,,.
Depuis les XVIIe – XVIIIe siècles, autour du petit village de Suresnes, d'autres riches propriétaires parisiens s'étaient fait construire des villégiatures dotées de vastes jardins. Elles disparaissent au XIXe siècle, absorbées lors de l'industrialisation et de l'urbanisation. Louis II de La Trémoille, duc de Noirmoutier possédait par exemple une propriété située entre la rue de la Barre, la rue du Bac, la rue des Bourets et le quai. En 1822, Rouques, teinturier à Paris, acquiert une partie du domaine. Il s'agit du premier îlot important de Suresnes où s'établissent des activités proto-industrielles. La teinturerie évacue ses eaux dans la Seine. L'année suivante, Rouques fait élever une cheminée et en 1830 obtient le droit d'acquérir une machine à vapeur.

### Usines et guinguettes
Entre la fin du XIXe siècle et le début du XXe siècle, de nombreuses usines s'installent le long des quais de Suresnes. Dans le contexte de la Révolution industrielle, cette dynamique se retrouve dans de nombreuses communes de banlieue parisienne bordées par la Seine. Grâce à la proximité avec le fleuve, les entreprises bénéficient en effet d'une voie de transport privilégiée pour exporter leur production ainsi que pour faire parvenir les matériaux nécessaires à leur conception (le charbon en particulier). Parmi les plus grandes firmes, on peut citer l'usine Blériot Aéronautique (sur l'actuel quai Marcel-Dassault, situé dans le prolongement du quai Gallieni, plus au sud, après le quai Léon-Blum) à partir de 1905, dirigées par André Herbemont, et d'où sortent plusieurs milliers d'appareils aéronautiques pendant la Première Guerre mondiale, l'usine de parfumerie de François Coty (actuel quai Léon-Blum), la biscuiterie Olibet (au croisement avec la rue du Bac) ou encore l'usine d'automobiles Darracq. Installée au no 33, cette dernière accueille à l'origine, en 1891, le site de fabrication des cycles Gladiator, puis des voitures électriques, et des véhicules à pétrole à partir de 1901. Comptant 1000 employés sur trois hectares, elle est acquise par Darracq, avec Owen Clegg à sa tête et Louis Chevrolet parmi les contremaîtres. Elle fabrique des armes, des moteurs et des avions pendant la Première Guerre mondiale et, dans les années 1920, passe sous la houlette de Talbot,.
Du XIXe siècle jusqu'au milieu du XXe siècle, de nombreuses guinguettes sont installées rue du Pont et le long du quai. Elles préexistent aux usines puis les accompagnent, devenant des lieux de divertissement à la fois pour les ouvriers qui travaillent à proximité, mais aussi pour les Parisiens souhaitant s'encanailler en fin de semaine, leur transport étant favorisé par l'arrivée du train et des navettes fluviales. Parmi les établissements les plus fréquentés, on peut citer « À la Belle Gabrielle » (au no 15 du quai), « La Maison Ribard » ou encore « Le Pavillon de Suresnes », où viennent s'amuser les noceurs et les turfistes de l'hippodrome de Longchamp, situé de l'autre côté de la Seine. Les pêcheurs fournissent les restaurants et les vignerons de la commune, forte d'une tradition viticole ancienne, le « petit bleu », un vin blanc peu onéreux,. Les guinguettes disparaissent progressivement, d'abord à cause de la fermeture des lignes fluviales au début des années 1930, ensuite par les réaménagements de l'embouchure du boulevard de Versailles et du nouveau pont inauguré en 1951,,, enfin par la disparition des usines, leur destruction et leur remplacement par de grandes entreprises du tertiaire durant la seconde moitié du XXe siècle. « La Belle Gabrielle » est par exemple démolie en 1974. L'établissement devait son nom à une légende locale selon laquelle le roi Henri IV, amateur du vin de Suresnes, y serait venu courtiser la jeune Gabrielle d'Estrées ; une fresque représentant cet épisode décorait le restaurant,.

### Crue et guerres
Les quais sont inondés lors de la crue de la Seine de 1910. Le 29 janvier, Le Journal écrit : « À Suresnes, l’eau a monté dans la nuit de 40 cm, envahissant les maisons du quai jusqu'au premier étage et causant dans l'intérieur de la commune de nouveaux ravages ».
Le 27 janvier 1919, un bal clandestin est organisé quai Gallieni dans un établissement tenu par M. Sonbeille. Des militaires démobilisés de la Grande Guerre sont présents. Lors de la soirée, un dénommé Jules Déneville s'emporte contre Victor Gissé, combattant suresnois âgé de 34 ans, au sujet d'une jeune femme ; le second traite son concurrent de « planqué » et tire sur le premier avec son revolver. Déneville meurt à l'hôpital le lendemain et Gissé est arrêté.
En 1940, lors de l'Exode, les Français fuient l'avancée des Allemands vers l'Ouest ou le Sud-Ouest. À Suresnes, ils empruntent le quai Gallieni ou le boulevard de Versailles. En août de la même année, les gardes du bois de Boulogne, forcés de quitter leur logement, sont installés de façon provisoire boulevard Washington et au no 21 du quai. Toujours pendant la Seconde Guerre mondiale, le 4 avril 1943, l'aviation alliée vise des DCA installés sur l'hippodrome de Longchamp voisin ; une bombe tombe quai Gallieni, entre l'ancien et le nouveau pont alors en travaux.

### Reconversion dans le secteur tertiaire
Dans la seconde moitié du XXe siècle, la désindustrialisation conduit à la fermeture des usines et au développement de friches. À partir du renouveau des années 1980, lors desquelles Suresnes se transforme et commence à accueillir des sociétés du secteur tertiaire, de nouveaux bâtiments sont érigés le long du quai Gallieni, accueillant par exemple les entreprises Louis Dreyfus Armateurs, Twimm ou Voluntis.
Plusieurs gros ensembles de bureaux bordent le quai. Parmi eux, l'immeuble Coriolis, datant des années 1970, est promis à la démolition depuis 2016 mais les bâtiments qui doivent le remplacer suscitent l'opposition de riverains, notamment au nom de la préservation de l'harmonie architecturale du quartier. Un premier projet prévoit ainsi des tours jumelles culminant à 235 mètres, abritant des logements, des commerces et une crèche. Mobilisant l'existence d'une aire de mise en valeur de l'architecture et du patrimoine qui couvre la majeure partie de la commune, l'architecte des bâtiments de France émet un avis défavorable, le maire de Suresnes Christian Dupuy ajoutant : « Cette zone préserve la vue sur le mont Valérien, depuis la Seine et le bois de Boulogne ». L'autorité environnementale de la préfecture d'Île-de-France émet également des réserves sur l'insuffisance de voiries et de transports pour accueillir l'afflux de la population qu'engendrait la construction de ces tours. Présenté en 2019, le second projet, qui comprend cinq tours rabotées à environ 50 mètres, est cependant jugé encore trop élevé ; le sénateur Xavier Iacovelli abonde dans ce sens : « Dans le bas de Suresnes, la hauteur moyenne des constructions est de 19 mètres. Là on parle d'immeubles qui font plus du double »,.

## Bâtiments remarquables et lieux de mémoire
- Le quai borde le Village anglais, compris entre les rues Diderot et du Bac et les avenues de la Belle-Gabrielle (ancienne rue du Colonel-Picquart) et des Conférences de Suresnes (ancienne rue Frédéric-Passy.
Ce lotissement doit son nom aux maisons mitoyennes alignées comme dans une ville anglaise, avec un style harmonieux. Datant de 1923, dans un contexte où l'architecture anglo-normande est en vogue et l'usage de la brique favorisé dans les projets urbains inspirés de ce qui se fait outre-Manche, il a été construit sur le site de l'ancienne teinturerie Meunier, disparue en 1893. Si chaque habitation est unique, elles sont toutes construites en brique, en pierre meulière et en moellon, certaines ayant des poutres apparentes. Les toits sont à deux pentes, avec des tuiles. Une partie des maisons comporte un jardin, situé côté rue[34],[35],[36].
- Au no 18, dans les années 1960, se trouvait un collège d'enseignement technique[37]
- Barrage-écluse de Suresnes[38].
- Emplacement historique du bac de Suresnes, dont la rue du Bac, perpendiculaire au quai, conserve la mémoire.

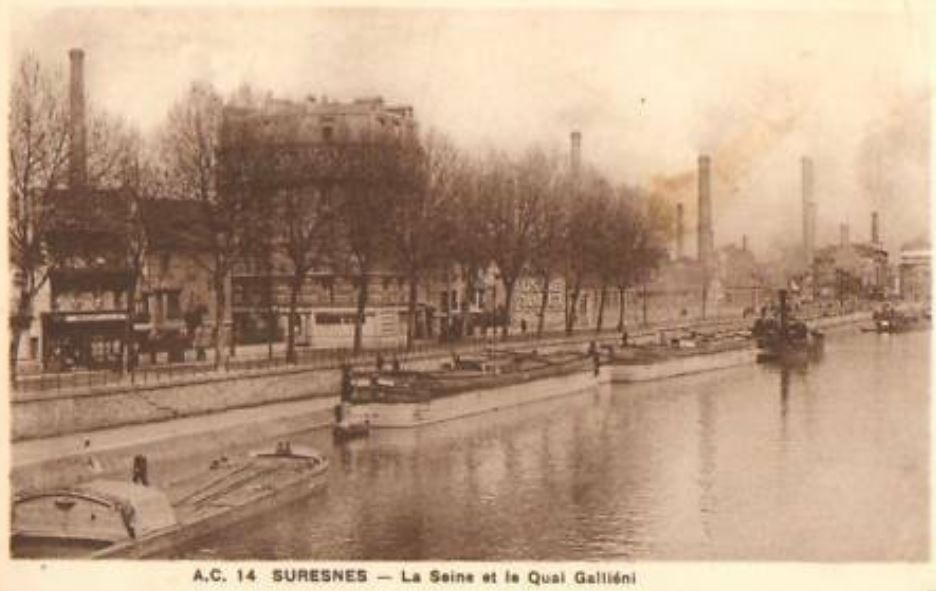
Le quai Gallieni à l'époque des usines.
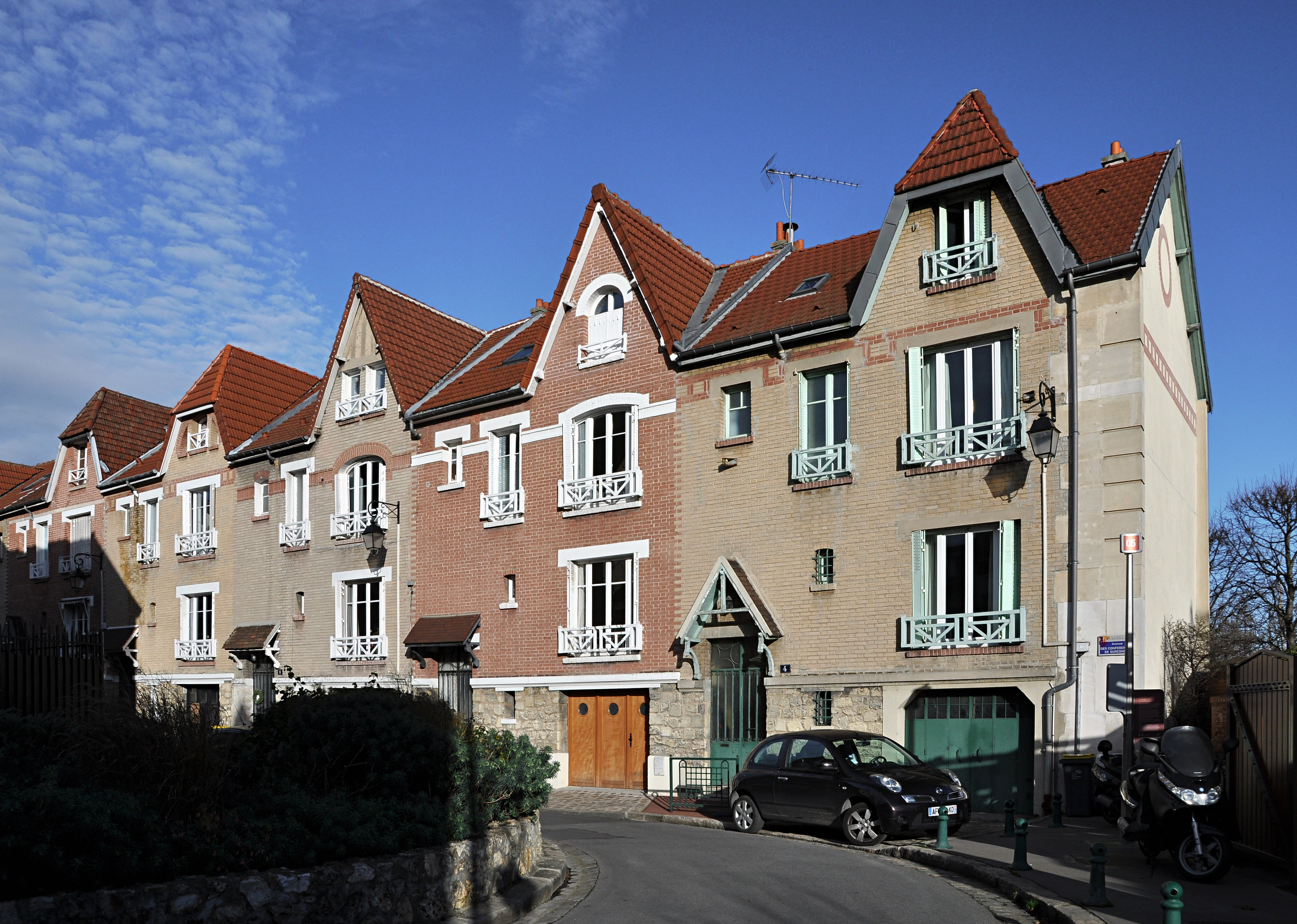
Village anglais.
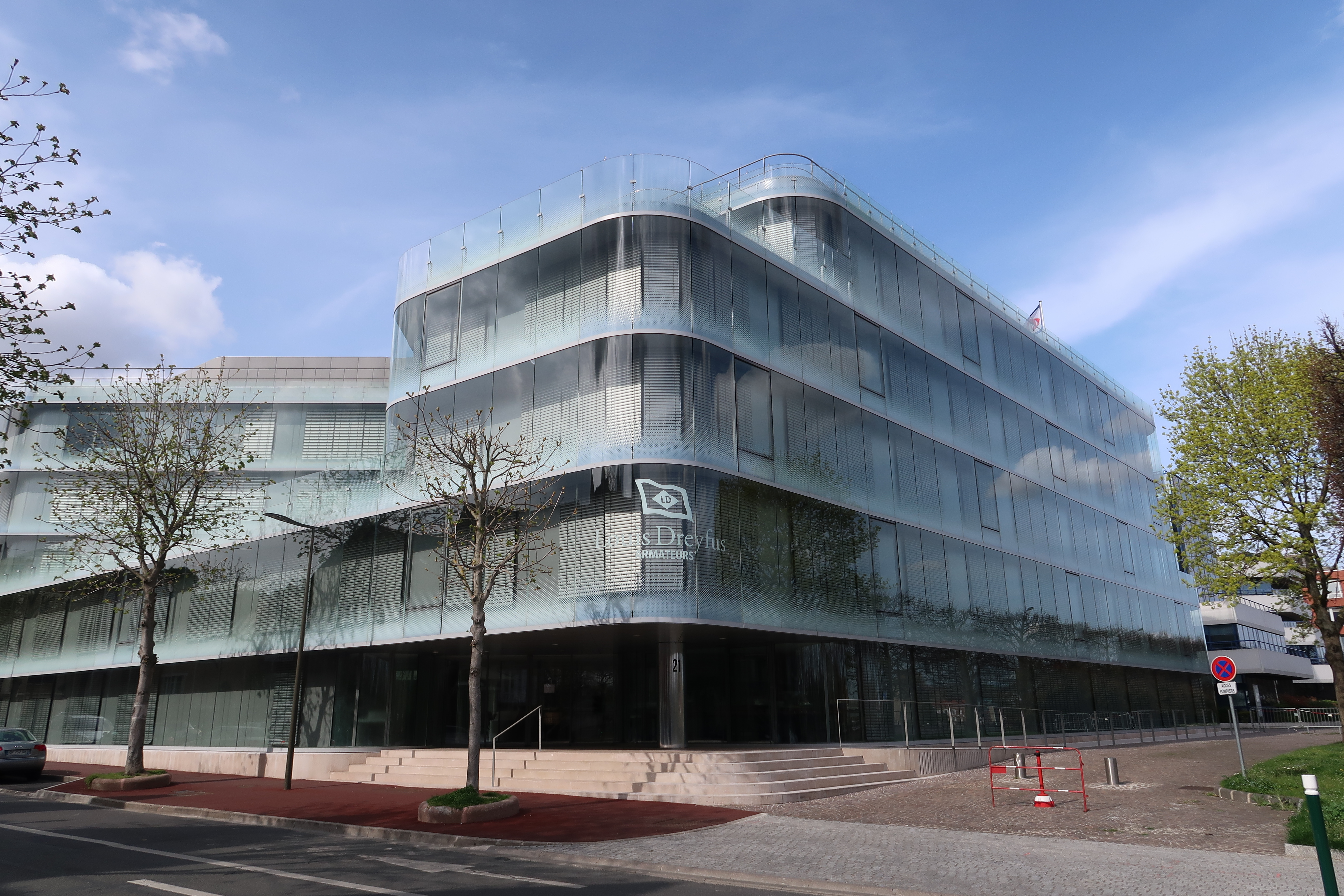
Siège de Louis Dreyfus Armateurs.
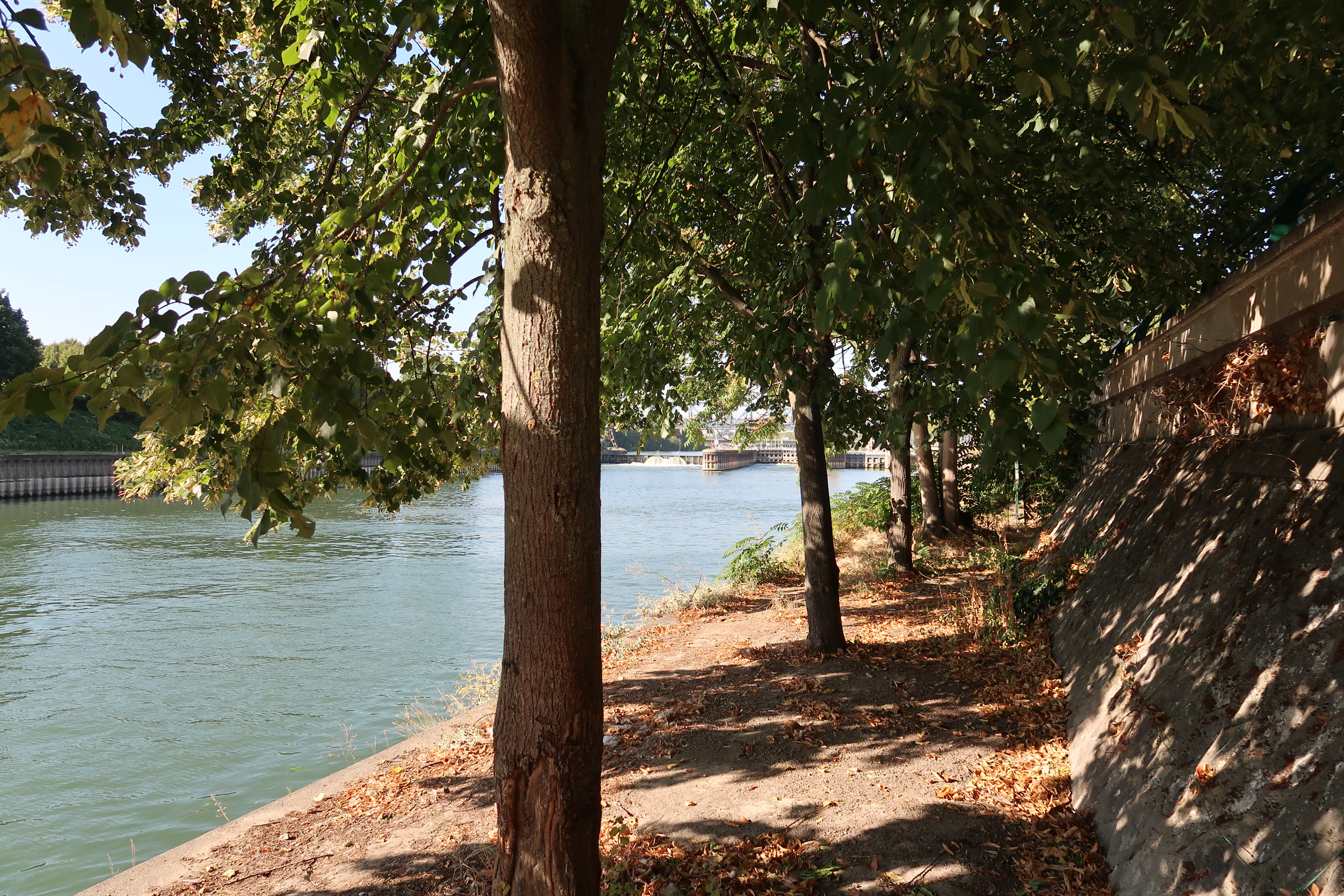
Berges en contrebas du quai Gallieni.
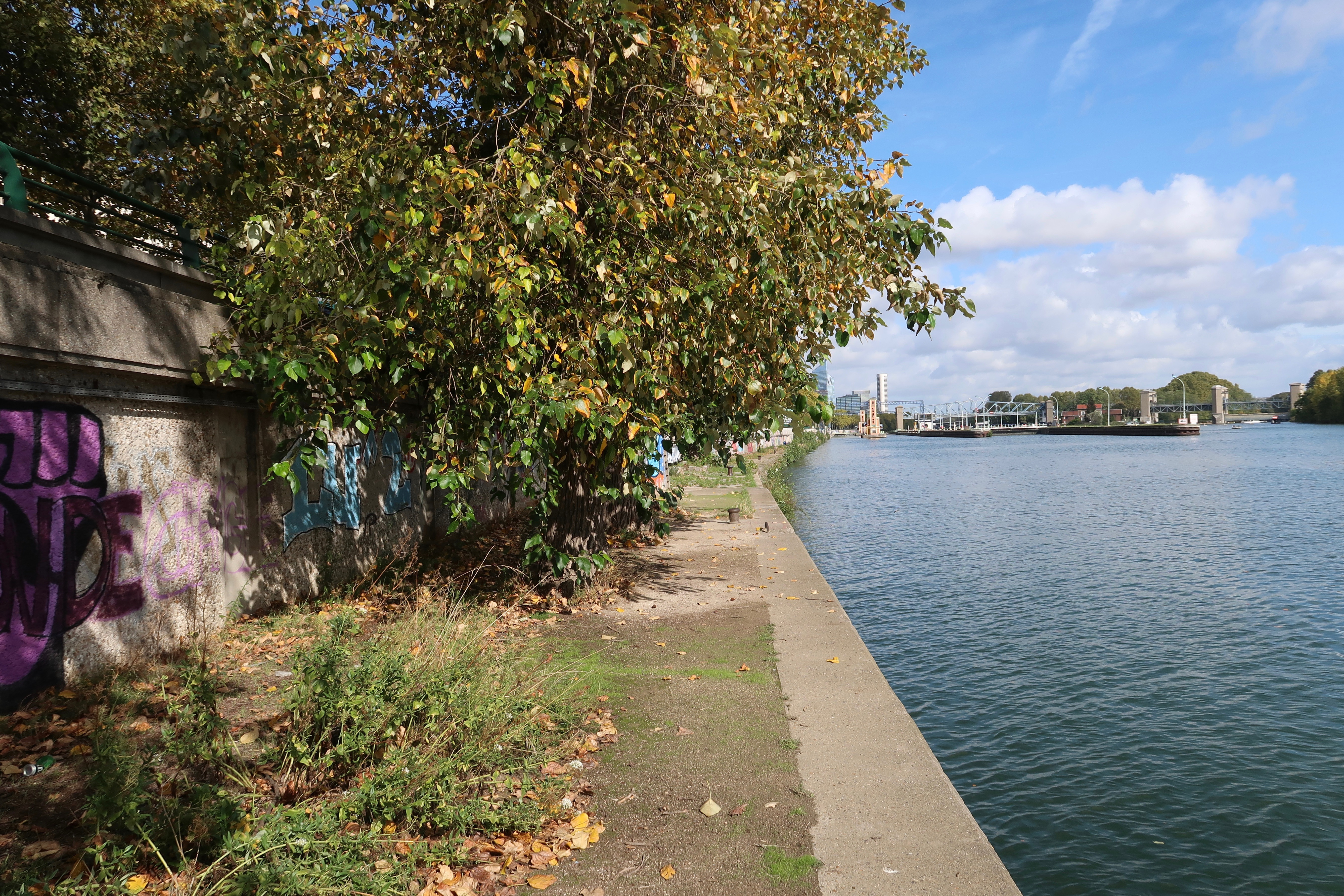
Idem, vers l'écluse.
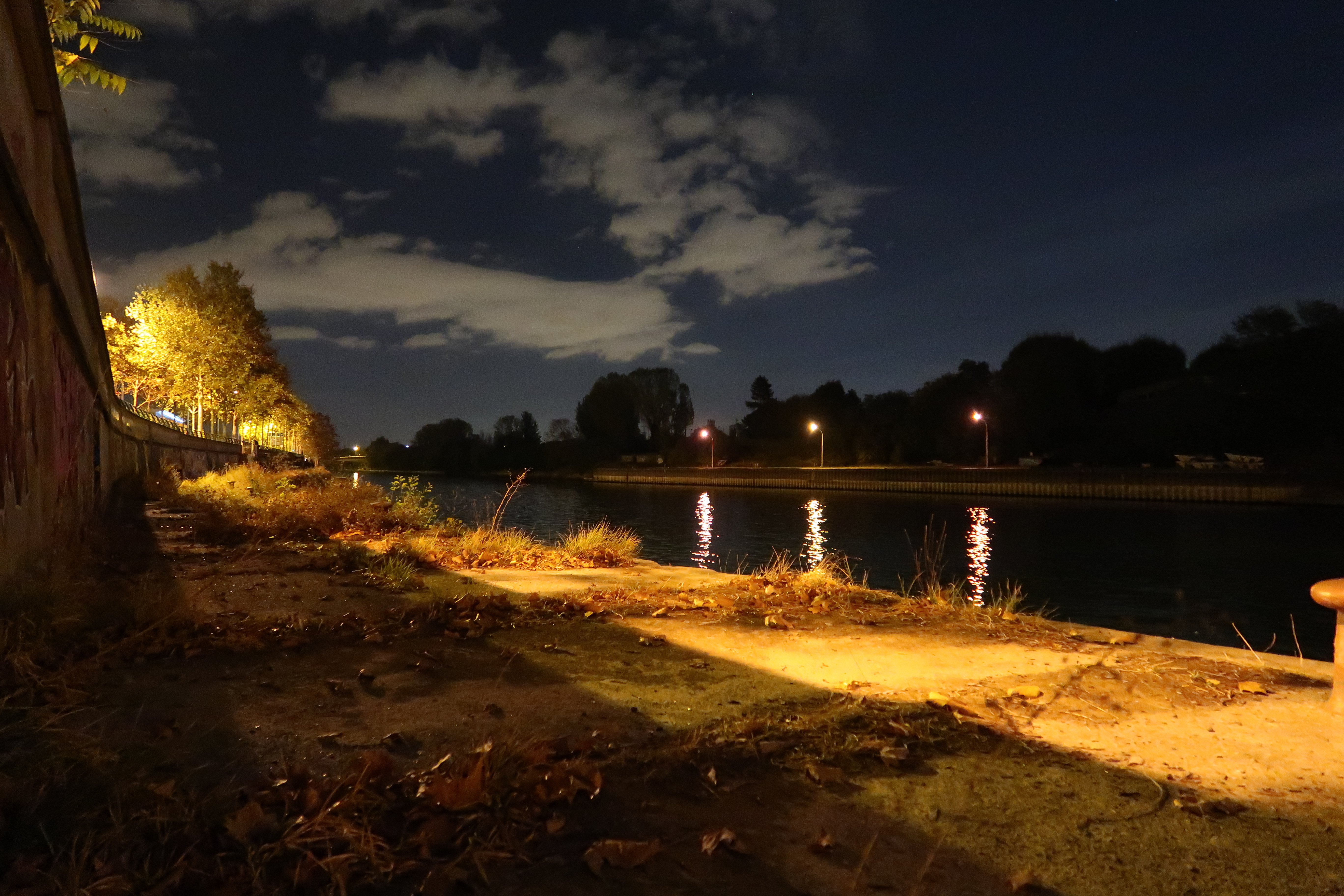
Berges de nuit.
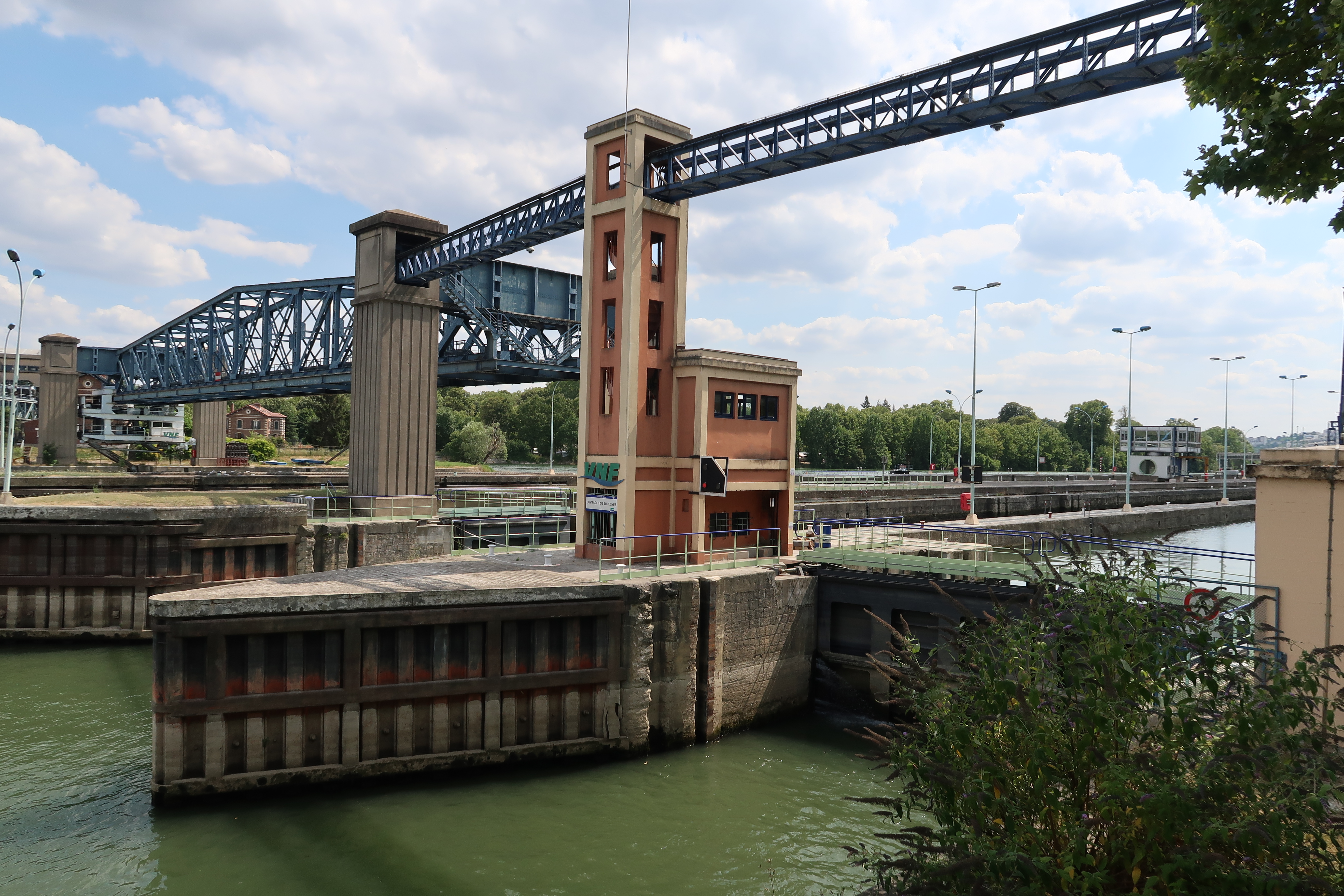
L'écluse, longeant le quai.